# Christophorus Verlag

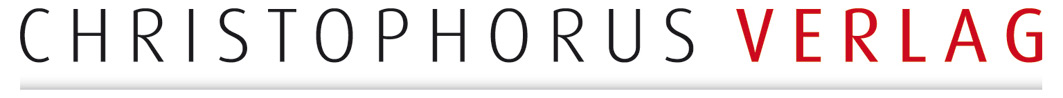
Logo des Verlages

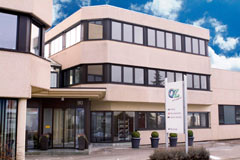
Verlagsgebäude in Rheinfelden

Der Christophorus Verlag ist ein Buchverlag mit Ratgebern zu den Themen Handarbeiten, Basteln, kreatives Gestalten und Kunst sowie zum Dekorieren und Heimwerken. Seit dem 1. September 2018 gehört er zum Verlagshaus GeraNova Bruckmann.

## Geschichte
Der Verlag war ein Unternehmen der Mediagroup Medweth, die unter ihrem Dach auch die Zeitschriftenverlage Vision Media, Family Media, OZ-Verlag sowie BPV, BPV-Direct und das gemeinschaftlich mit dem Jahreszeiten Verlag gegründete Vermarktungsunternehmen Brand Media vereint.
Der Verlag in seiner heutigen Rechtsform wurde am 1. Januar 2009 am Standort Freiburg gegründet und ist eine Zusammenführung des Kreativbuch-Bereichs der OZ-Verlags-GmbH in Rheinfelden und des Kreativ-Programms aus dem Verlag Kreuz. Im Januar 2010 wurde zusätzlich der Englisch Verlag aus Wiesbaden übernommen und damit der Bereich „Kunstratgeber“ ausgebaut. Das Verlagsbüro in Wiesbaden blieb bestehen. Das gesamte Buchgeschäft der Media Group Medweth wurde im Christophorus Verlag zusammengeführt. Im Zuge dessen wurden die Velber Kinderbücher in den Verlag integriert und von dort aus weitergeführt. Ende 2015 ist der Verlag von Freiburg im Breisgau nach Rheinfelden umgezogen. Zum 1. September 2018 wurde der Christophorus Verlag an das Verlagshaus GeraNova Bruckmann verkauft.
Der heutige Christophorus Verlag hatte einen im Jahr 1935 gegründeten Vorgänger, der „als kleiner religiöser Verlag begann“ und bis 2009 zur Verlagsgruppe Herder gehörte.

## Verlagsprogramm
Im Verlag erscheinen Ratgeber für:
- Handarbeiten
- Kreatives Gestalten
- Malen & Zeichnen
- Kinder kreativ

sowie
- Velber Kinderbücher